# Девін Хейні — Реджис Прогрейс
Девін Хейні — Реджис Прогрейс (англ. Devin Haney vs Regis Prograis) — професійний боксерський поєдинок між колишнім абсолютним чемпіоном у легкій вазі Девіном Хейні і володарем титулу WBC у першій напівсередній вазі Реджисом Прогрейсом. Бій відбувся 9 грудня 2023 року у Чейз-Центрі в Сан-Франциско (штат Каліфорнія, США). Девін Хейні здобув перемогу одностайним рішенням суддів.

## Передумови
Реджис Прогрейс (28-1, 24 KO) раніше володів титулом WBA у першій напівсередній вазі, вигравши пояс у Кирила Реліха технічним нокаутом у шостому раунді в квітні 2019 року в півфіналі Всесвітньої боксерської суперсерії. Проте після цього боксер зустрівся з Джошом Тейлором у фіналі на О2 Арені, де уродженець Нового Орлеана зазнав поразки рішенням більшості.
Далі Реджис завоював титул WBC у першій напівсередній вазі, здолавши нокаутом в одинадцятому раунді Хосе Сепеду. З того часу він провів 1 захист, здобувши перемогу розділеним рішенням в поєдинку проти Даніеліто Соррільї.
У вересні 2019 року Девін Гейні переміг Заура Абдуллаєва і завоював титул WBC Interim, ставши таким чином обов'язковим претендентом на головний титул WBC. Тодішній володар титулу Василь Ломаченко вирішив стати "франшизним чемпіоном", а Хейні був підвищений з тимчасового чемпіона до чемпіона світу.
27 березня 2022 року Девін Хейні уклав угоду з Джорджем Камбососом про бій за абсолютне чемпіонство у легкій вазі. Американець переміг Камбососа і став першим абсолютним чемпіоном у легкій вазі з часів Пернелла Вітакера. Хейні також зумів зберегти свої титули, здолавши Камбососа в матчі-реванші, який відбувся 16 жовтня 2022 року.

20 травня 2023 року Хейні провів захист титулів проти Василя Ломаченка. Американець здолав українця одностайним рішенням (115–113, 116–112, 115–113), що спричинило хвилю невдоволення зі сторони експертів.
29 листопада 2023 року Девін Хейні відмовився від своїх титулів у легкій вазі.

## Час початку
Головна подія розпочалася о 6:00 за київським часом.

## Транслятори
PPV шоу пройшло на стрімінговому сервісі DAZN PPV.

## Суддівські записки
| Суддя               | Боксер          | 1  | 2  | 3  | 4  | 5  | 6  | 7  | 8  | 9  | 10 | 11 | 12 | Загалом |
| ------------------- | --------------- | -- | -- | -- | -- | -- | -- | -- | -- | -- | -- | -- | -- | ------- |
| Майк Росс           | Девін Хейні     | 10 | 10 | 10 | 10 | 10 | 10 | 10 | 10 | 10 | 10 | 10 | 10 | 120     |
| Майк Росс           | Реджис Прогрейс | 9  | 9  | 8  | 9  | 9  | 9  | 9  | 9  | 9  | 9  | 9  | 9  | 107     |
|                     |                 |    |    |    |    |    |    |    |    |    |    |    |    |         |
| Рей Дансеко         | Девін Хейні     | 10 | 10 | 10 | 10 | 10 | 10 | 10 | 10 | 10 | 10 | 10 | 10 | 120     |
| Рей Дансеко         | Реджис Прогрейс | 9  | 9  | 8  | 9  | 9  | 9  | 9  | 9  | 9  | 9  | 9  | 9  | 107     |
|                     |                 |    |    |    |    |    |    |    |    |    |    |    |    |         |
| Фернандо Вільярреал | Девін Хейні     | 10 | 10 | 10 | 10 | 10 | 10 | 10 | 10 | 10 | 10 | 10 | 10 | 120     |
| Фернандо Вільярреал | Реджис Прогрейс | 9  | 9  | 8  | 9  | 9  | 9  | 9  | 9  | 9  | 9  | 9  | 9  | 107     |
| Джерело:            |                 |    |    |    |    |    |    |    |    |    |    |    |    |         |